# Hnin Mya
Hnin Mya, född 1887, död 1974, var en burmesisk politiker.
Hon blev 1932 sitt lands första kvinnliga parlamentariker.